# Gervasio de Canterbury
Gervasio de Canterbury (hacia 1141-1210) fue un cronista inglés, que describió, en las crónicas de la catedral de Canterbury, el impacto de un asteroide en la Luna creciente la noche del 18 de junio de 1178.

## Semblanza
Si el hermano de Gervasio, Tomás (que como él mismo era un monje de la catedral de Canterbury), hubiera sido Tomás de Maidstone, entonces se podría afirmar que provenían de una familia de Kent.
Sí se sabe que Tomás Becket ofició la profesión religiosa de Gervasio el 16 de febrero de 1163, y posiblemente lo ordenó posteriormente. Sin duda, fue uno de los monjes que sepultaron a Becket después de su martirio el 29 de diciembre de 1170.
Los registros históricos muestran que Gervasio tuvo un papel importante en las disputas entre los monjes y el arzobispo Baldwin (1185-1191), y fue uno de los monjes enviados a anunciar al arzobispo una apelación ante el papa. En 1189 fue de nuevo uno de los delegados enviados ante el rey  Ricardo I. Hasta ese momento, aunque era uno de los monjes superiores, Gervasio no había desempeñado ningún oficio prominente, pero a continuación fue nombrado sacristán, asistiendo en 1193 al nuevo arzobispo Hubert Walter. Probablemente dejó de ocupar dicho puesto en 1197, cuando la documentación registra a un sacristán de nombre "Félix".
El resto de la vida de Gervasio es desconocido. Se conservan escritos suyos de 1199, y hay leves indicios en otra crónica, el Gesta Regum, que continuó escribiendo hasta 1210, cuando un repentino cambio en el estilo del documento hacen pensar en un nuevo cronista. Por consiguiente, su muerte puede suponerse en o poco después de ese año. Gervasio en ocasiones se ha confundido con otros personajes del mismo nombre, en particular con Gervasio de St. Ceneri, y por lo que Dom Brial lo describe como prior de Dover, lo que es imposible por razones cronológicas. Thomas Duffus Hardy lo identificó con Gervasio de Chichester, pero William Stubbs argumentó en contra de esta teoría, como también contra la confusión con Gervasio de Melkley.

## Impacto de un asteroide sobre la Luna en las crónicas de Canterbury
¿Cuál sería el lugar en el que un pequeño asteroide podría colisionar contra la Luna para que pudiese verse el impacto a simple vista desde la Tierra? Un cronista inglés de la época medieval, Gervasio de Canterbury, describió un evento sorprendente observado a simple vista en la noche del 18 de junio de 1178:

Había una luna nueva brillante... y repentinamente el cuerno superior se separó en dos. Del punto medio de la división una antorcha ardiente se elevó, escupiendo... fuego, rocas calientes y chispas... El cuerpo de la Luna que se había retorcido... palpitaba como una serpiente herida. Después recobró su estado natural. El fenómeno se repitió una docena de veces o más. Finalmente la Luna... en toda su extensión tomó una apariencia oscura.

¿Los residentes de Canterbury, Inglaterra, fueron realmente testigos de la creación de un cráter en la Luna en junio de 1178? Aunque hasta hace poco se sospechaba que el cráter Giordano Bruno era el resultado de tal impacto, recientes estudios ponen en duda esta hipótesis.
En 1976, el geólogo Jack B. Hartung (Universidad Estatal de Nueva York) propuso que este pasaje describe la creación del cráter Giordano Bruno, un cráter relativamente joven (en términos selenográficos) de 22 km de diámetro y cercano al borde nordeste de la Luna. Según su criterio, visto desde la Tierra, la posición de este brillante cráter con las típicas líneas brillantes que denotan su juventud, se sitúa en medio de la zona iluminada al inicio de la luna creciente. Sin embargo, los astrónomos se han percatado de que en la fecha del impacto la fase del ciclo lunar era de tan sólo 1,3 días y estaba demasiado cerca del Sol para ser visible. También, el escrito de Gervasio dice que vio la "antorcha encendida" varias veces, lo que parece ser más una distorsión atmosférica como las que usualmente se ven cerca del horizonte. Aun así, la hipótesis de Hartung ha logrado su espacio en muchos libros y artículos de astronomía. Demostró que es difícil confirmar o refutar lo expuesto debido a que la información sobre el cráter Giordano Bruno y sus alrededores era limitada.
Un nuevo análisis demuestra que dicho evento no pudo haber sucedido en 1178. Paul Withers (Universidad de Arizona) ha calculado que un impacto lo suficientemente grande como para crear un cráter de 22 km debió haber enviado a la Tierra unos 10 millones de toneladas de fragmentos de roca durante los días que siguieron al cataclismo. "Una lluvia de meteoros tan impresionante como ésta y con una duración de una semana debería haber sido considerada como un apocalipsis para los observadores medievales", comenta Withers. Sin embargo, no aparece en las crónicas inglesas, ni en las árabes o asiáticas de la época, ninguna referencia al tema.
Experimentos con láser en los años 1970 revelaron que la Luna se acerca y aleja ligeramente de la Tierra cada mes ("libración libre"), sugiriendo a los que apoyan la teoría de Hartung que nuestro satélite todavía reverbera por efecto del impacto. En cambio, para Withers la ligera oscilación se debe más bien a movimientos de fluidos en el interior de la Luna. Por otro lado, mientras que Giordano Bruno es seguramente el cráter más joven de su tamaño, imágenes de espectro múltiple de la sonda Clementine muestran que este lugar de impacto es mucho más antiguo que 800 años.